# Efecto penetración orbital
El efecto de penetración orbital se refiere al efecto de apantallamiento de una distribución de electrones cerca del núcleo para los diferentes orbitales de un átomo polielectrónico. Se dice que un determinado nivel energético u orbital atómico (distribución de electrones) presentan mayor efecto de penetración de orbital que otro, si la probabilidad de presencia del electrón a cortas distancias del núcleo es mayor para el primero que para el segundo.
El efecto de penetración orbital depende de los números cuánticos de cada orbital y por tanto de la forma de cada orbital (recuérdese que cada orbital corresponde a una determinada distribución de probabilidad de la presencia de electrones). Por esa razón según sean los números cuánticos o equivalentemente el tipo de orbital, éste puede o no atravesar capas electrónicas internas en dirección al centro del átomo (dados que los orbitales se interpenetran unos a otros). Es decir, se determina la mayor o menor probabilidad de encontrar a los diferentes tipos de electrones en la vecindad del núcleo atómico, lo cual se define en función de los máximos de la densidad electrónica radial para cada tipo de orbital.
Cuando nos referimos al efecto penetración orbital estamos definiendo la mayor o menor inserción de los diferentes tipos de orbitales hacia el núcleo, o bien que un orbital alcanza o traspasa un determinado subnivel atómico. En este último caso podemos resaltar un ejemplo de interés centrado en los elementos del bloque d, si comparamos la primera serie de transición frente a la tercera serie se observa que el orbital 6s penetra en el subnivel 5d con mayor potencia que la del orbital 4s profundizando en el 3d (la tríada Pt, Au y Hg es la que exhibe mayor contracción y/o penetración para el 6s). Esto justifica que las primeras energías de ionización son cada vez mayores al bajar en los grupos del bloque d, lo que se comprende mediante los factores integrados de contracción lantánida y contracción relativista.
Si consideramos un número cuántico principal n, el orbital tipo s es el más penetrante, seguido por el p, después el d y al final el f(P: poder penetrante):

{\displaystyle P(s)>P(p)>P(d)>P(f)\,}

Por ello, si los electrones ns son los que tienen mayor poder penetrante, son por consiguiente los que deben apantallar al núcleo con mayor eficacia (efecto pantalla); la carga nuclear efectiva para ns es mucho mayor que para np y esta diferencia se incrementa notablemente en función del aumento de n, lo que podemos ver claramente en los elementos más pesados de la T.P,como se ha razonado anteriormente. En conclusión, los átomos polielectrónicos no tienen subniveles de igual energía, con lo que sus estabilidades relativas van en el orden: 

{\displaystyle ns>np>nd>nf\,}